# Jajecznica
Jajecznica – potrawa z rozmąconych, usmażonych na patelni jajek. Jest domeną prostej kuchni, ponieważ nie wymaga umiejętności kulinarnych ani techniki. Jajecznica ma długą historię, przewija się w dziejach, występuje w polskiej tradycji, wielokrotnie przytaczano ją w literaturze, a obecnie jest również elementem życia społecznego na publicznie organizowanych festynach, zabawach i spotkaniach.

## Składniki i warianty

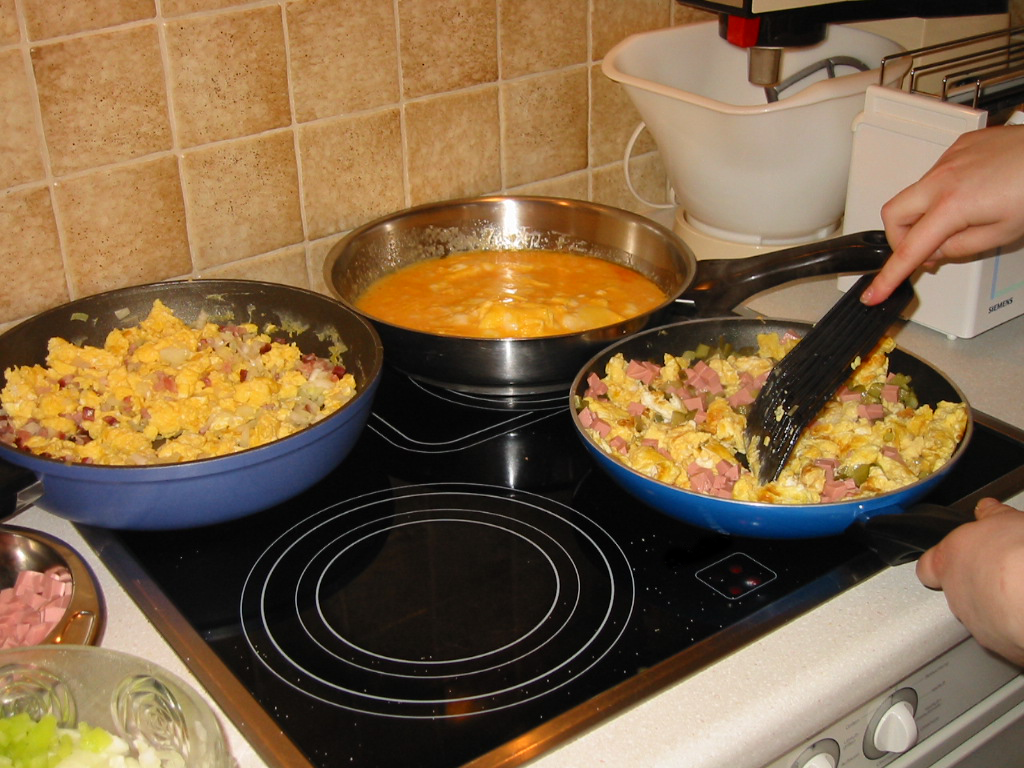
Przygotowywanie jajecznicy

Do przyrządzenia jajecznicy używa się zwykle jaj kurzych, choć czasem także kaczych, przepiórczych lub strusich. Do smażenia używane bywają różne tłuszcze: masło, smalec, margaryna, olej, oliwa albo tłuszcz z wytopionej słoniny. Podstawową i wystarczającą przyprawą jest sól.
Jajecznica posiada wiele odmian nadających jej indywidualizmu lub regionalnego smaku, co czyni ją bazą do przyrządzenia bardzo wielu potraw, również tych wykwintnych:
- polska typowa jajecznica – na kiełbasie podwawelskiej lub wiejskiej, na boczku, na wędzonej szynce, podsmażonej cebuli z dodatkiem szczypioru
- smak wzbogacić można smażonymi pieczarkami lub serem żółtym
- odrobina mleka lub śmietanki pod koniec smażenia dodaje pulchności i „aksamitnego” smaku
- sezonowe dodatki to pomidory bez skórki, cukinia[2] lub grzyby leśne: kurki, kanie, borowiki lub rydze
- jajecznica „wiosenna” na zrumienionych szparagach z młodym groszkiem
- dodatek kiełbasy chorizo, baraniej mergezy, suszonej szynki z tartym żółtym serem, tabasco lub harissą nadaje jajecznicy smaków rodem z Włoch i Hiszpanii
- zielonym dodatkiem jest często szczypiorek, ale może też być natka pietruszki, listki kolendry lub bazylii
- starta skórka cytryny lub pomarańczy nadaje jajecznicy świeżego, wyrazistego posmaku
- dodatki wykwintne to trufle, kawior lub foie gras
- usmażona na maśle z cebulą i pomidorami, świeżo startym imbirem, kurkumą i chilli – jajecznica „indyjska”
- z dodatkiem krewetek marynowanych w winie ryżowym, z imbirem i smażona na oleju sezamowym – jajecznica „chińska”
- z solonym śledziem w kawałkach, podsmażonym na maśle – jajecznica „rosyjska”
- jajecznica z ostrą salsą podana na tortillach – jajecznica „meksykańska”
- grecki wariant to strapatsata, gdy doda się słoną fetę i pokrojone pomidory
- opieczona nad ogniem i obrana ze skórki papryka, zeszklona cebula, czosnek i mięsiste części pomidorów to jajecznica baskijska (piperada), bułgarska (miszmasz) i tunezyjska (czakczuka)
- klepka – z dodatkiem mąki (w kuchni wielkopolskiej)

## Serwowanie

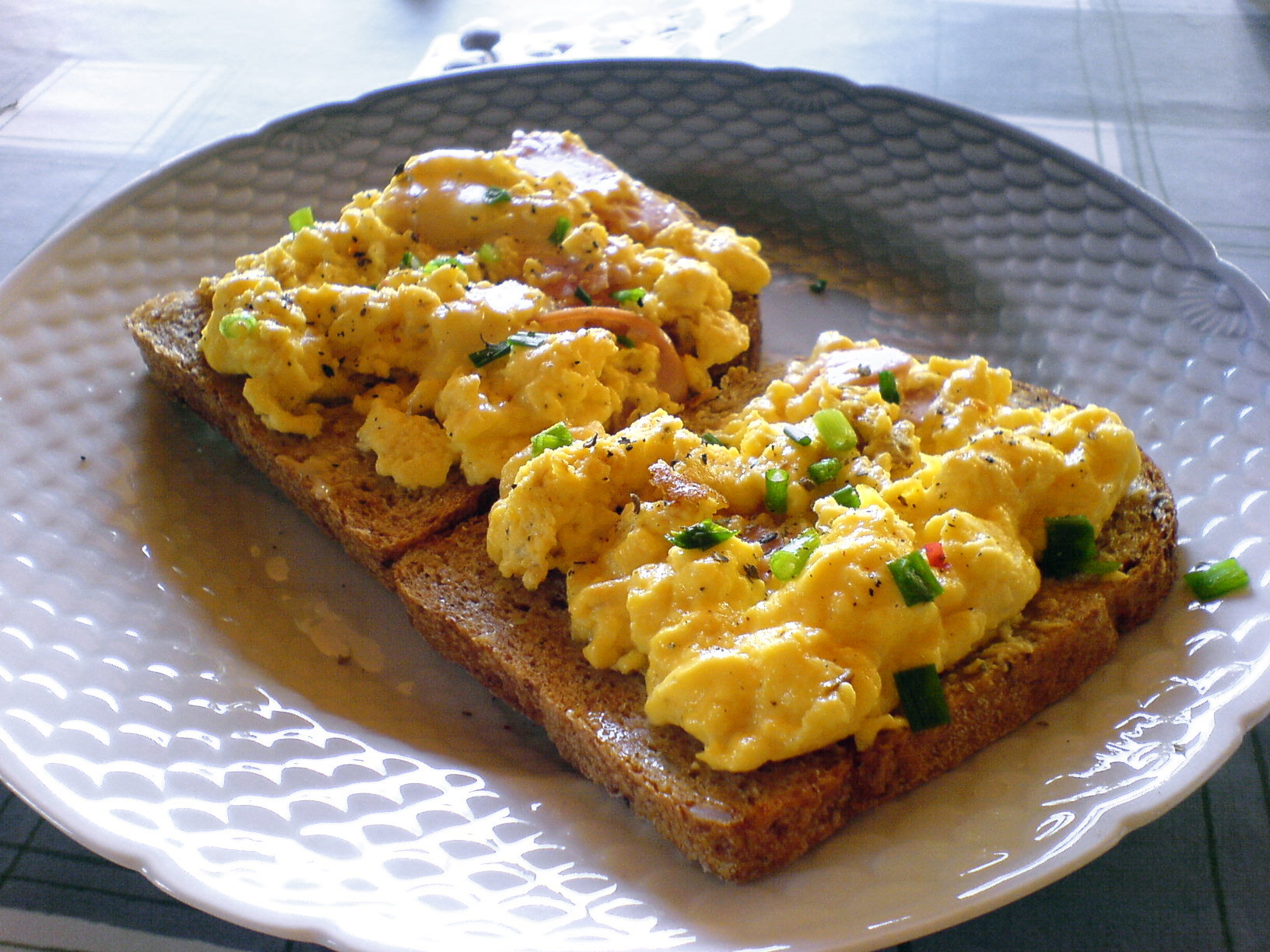
Jajecznica podana na kanapkach

Jajecznicę podaje się na ciepło, od razu po przyrządzeniu. Może być przy tym podawana na kilka sposobów:
- jako samodzielne danie z pieczywem świeżym lub z grzankami
- rozsmarowana na kanapkach
- wymieszana z ugotowanym grubym makaronem (kluski z jajkiem) albo z podsmażonymi ziemniakami
- zapieczona w wydrążonej bułce[3]
- włożona do tortilli

## Wartości odżywcze i energetyczne
Jajecznica jest daniem przeważnie śniadaniowym – nie wymaga długiego przygotowania, jako danie na ciepło skutecznie pobudza żołądek, a ponieważ jest dość kaloryczna i posiada wysokie walory odżywcze, stanowi dobry posiłek na rozpoczęcie dnia. Wartość energetyczna zależy w dużej mierze od dodatków. Poniżej przykładowa kalkulacja czystej jajecznicy.
Porcja jajecznicy 121 g:
- produkty – 2 jaja kurze (131 g) i masło osełkowe (10 g)
- kaloryczność 256,69 kcal (w 100 g – 212,14 kcal)
- składniki odżywcze: białko 16,47 g, węglowodany 0,90 g, tłuszcz 20,91 g

## Kuchnia polska

### Kuchnia staropolska
Jajecznica musiała być znana i lubiana w Polsce od stuleci. Andrzej Szyjewski opisując stare słowiańskie święto Stado podaje, że na Rusi w siódmy czwartek po Wielkanocy zbierano się pod brzozami, składano ofiary z kaszy, pierogów i jajecznicy, a następnie śpiewano i tańczono.
Zygmunt Gloger w Encyklopedii staropolskiej pod hasłem „Jajecznica” pisze, że była to ulubiona w Polsce potrawa z jaj smażonych na maśle lub słoninie, przyprawiana niekiedy ze szczypiorem i kiełbasą. Przytacza przy tym następującą historię: Kiedy Kazimierzowi Pułaskiemu w XVIII w., jako dar osobliwy, przysłano worek kartofli, kucharz jego, nie wiedząc, co z nimi zrobić, ugotowawszy, podał razem z jajecznicą, a wszyscy obecni nie mogli się dość nachwalić tej nowej potrawy. W innym miejscu, cytując Łukasza Gołębiowskiego, pisze o potrawie nazwanej „sielanka”, która była de facto uszlachetnioną odmianą jajecznicy przygotowywaną z żółtek jaj i kwaśnej śmietany. Miała być ona popularna w całej Polsce i na Litwie w XVII-wiecznych domach ziemiańskich.
Stanisław Czerniecki, kuchmistrz wojewody krakowskiego Aleksandra Michała Lubomirskiego, w swej książce kucharskiej Compendium ferculorum, albo zebranie potraw (1682), obok wyszukanych potraw podaje też trzy przepisy na jajecznicę, umieszczając je w trzecim rozdziale między potrawami mlecznymi:
- jajecznica prosta: Rozbij jajec, wlej na masło w rynkę a usmażywszy daj z rynką na stół, możesz też cebulki młodej zielonej, albo pietruszki drobno ukrajać.
- jajecznica z winem (na słodko): Masła w rynce rozpuść, jajec rozbij z winem i cukrem, i cynamonem, ubij to społem, a wlej na gorące masło, usmażywszy daj z rynką a nie mieszaj.
- jajecznica ze śmietaną słodką: Rozbij jajec ze śmietaną słodką, wlej na gorące masło, smaż a mieszaj, a daj z rynką na stół dodawszy soli z potrzebą.

### Kuchnia polska XIX wieku i późniejsza
Wincenta Zawadzka w swojej Kucharce litewskiej (pierwsze wydanie 1854) podaje cztery przepisy na jajecznicę, przy czym „jajecznicą sadzoną” nazywa jajka sadzone. Prócz tego w tej książce kucharskiej opisany jest sposób przyrządzania jajecznicy ze szczypiorkiem, ze śledziem lub szynką oraz „z szarpaniną” (suszonym szczupakiem lub leszczem). Z kolei Lucyna Ćwierczakiewiczowa w 365 obiadach (pierwsze wydanie 1860) w przepisie na jajecznicę zaleca podczas rozbijania jajek dodać słodką śmietanę. W drugim przepisie jako dodatek występuje tarty ser szwajcarski lub parmezan oraz białe wino.
W pochodzącej z I połowy XX wieku Uniwersalnej książce kucharskiej autorstwa Marii Ochorowicz-Monatowej znajdują się przepisy na jajecznicę ze szczypiorkiem, z cebulką, z krojoną w kostkę kiełbasą lub szynką, ze śledziami lub wędzonym łososiem, ze świeżymi grzybami, oraz „po węgiersku”, smażoną na paprykowanej słoninie. Bardziej szczegółowo jest opisane przygotowanie jajecznicy z wykwintniejszymi dodatkami, jak trufle czy szparagi. Ponadto Ochorowicz-Monatowa podaje przepis na „jajecznicę po lyońsku”, z ementalerem i parmezanem, podawaną z grzankami.

### Jajecznica w polskiej kulturze ludowej
Kaszubską tradycją wielkanocną jest podanie dla rodziny na niedzielne śniadanie wielkiej jajecznicy na boczku, która tutaj nosi nazwę „prażnica”. Smażono ją na bardzo dużej patelni, z której każdy nakładał sobie porcję. Według zwyczaju, podobne danie gości na tradycyjnym wielkanocnym stole również na Żywiecczyźnie, gdzie z kolei bywa nazywana gwarowo „jajeśnicą”.
Jajecznica posiada też regionalne śląskie nazwy. „Wajecznica” i „wajeczyna” to jej nazwa w okolicach Cieszyna, „jajeczniki” w Goleszowie i „smażylnica” w Istebnej. Na Śląsku gospodynie podawały ją z okazji Zielonych Świątków oraz na niedzielne śniadania, często na wolnym powietrzu, dla rodziny i zaproszonych gości. Tu smaży się ją tradycyjnie na wędzonej słoninie i ze szczypiorkiem, podając ją na dużych kromkach świeżego razowego chleba. Józef Ondrusz w opracowaniu pt. Obrzędy i zwyczaje dotyczącym Śląska Cieszyńskiego pisze:
Z Zielonymi Świętami były związane przede wszystkim zwyczaje pasterskie i smażenie jajecznicy. (…) Po południu, zwłaszcza kiedy dopisała słoneczna pogoda, po wsiach odbywało się smażenie jajecznicy. Krewni albo też sąsiedzi tworzyli grupki i udawali się pod las lub nad rzekę, gdzie z dużych kamieni układali palenisko, na którym smażono jajecznicę. Gospodynie w fartuchach przynosiły po kilka jajek, po sporym kłepetku wędzonej słoniny, duży rondel i wszystko, co do smażenia było potrzebne oraz bochen razowego chleba. Gospodarze przynosili w zanadrzu coś ostrzejszego dla rozweselenia nastroju. Młodzież na tę jajecznicową biesiadę zapraszała również jakiegoś wiejskiego muzykanta, bo była to doskonała okazja do śpiewu i tańca. Usmażoną jajecznicę gospodynie nakładały na kromki razowca i roznosiły obecnym. Po posiłku gwarzono, śpiewano, tańczono i bawiono się aż do późnego wieczora.
O jajecznicy w kontekście tradycyjnego śniadania poza okresami postów, wspomina się również omawiając tradycje kulinarne na Warmii i Mazurach.
Wyżej wymienione zwyczaje znalazły odbicie w oficjalnej „Liście produktów tradycyjnych” powadzonej przez Ministerstwo Rolnictwa i Rozwoju Wsi. W kategorii gotowych dań i potraw wpisano na nią następujące regionalne odmiany jajecznicy:
- „Kaszubska jajecznica na węgorzu / Prażnica” (wpis 2006-09-03),
- „Wajecznica / smażylnica, czyli jajecznica po cieszyńsku” (wpis 2008-01-31).

## Jajecznica w literaturze
- Ożenek Nikołaja Gogola – o rękę swatanej panny Agafii ubiega się urzędnik i radca dworu, niejaki Jajecznica (w ros. oryg. „Яичница”), któremu nazwisko przysparza kłopotów i wielu drwin.
- Kariera Nikodema Dyzmy Tadeusza Dołęgi-Mostowicza – przykładem prostackiego zapatrywania na luksus u tytułowego bohatera była jajecznica z dziesięciu jaj z szynką, która podana na śniadanie musiała być dla niego koniecznie tłusta.
- Nad Niemnem Elizy Orzeszkowej – Justyna wspólnie z rodziną Anzelma i Jana Bochatyrowiczów zjada posiłek złożony z ciemnego chleba, kwaśnego mleka zmieszanego w połowie z „różową” śmietaną, świeżego miodu, serów, z których jeden jest „przywiędły” a drugi świeży, masła oraz ciepłej jajecznicy. Autorka opisuje szczególny sposób, w jaki jedzą Anzelm, Jan i dwie młode dziewczyny: przesadnie powolny i delikatny, w którym widać „od dzieciństwa nabieraną albo z krwią dziedziczoną obawę przed okazaniem grubiaństwa i żarłoczności”.
- Siekierezada Edwarda Stachury – Janek Pradera z Peresadą u babci Oleńki jajecznicę z dwunastu jaj jedzoną wspólnie z jednej patelni przepijali bimbrem.
- Rycerze na rozdrożach Kiryła Bułyczowa – dla Korneliusza Udałowa wspomnienia rodzinne wzbudzał aromat porannej kawy i skwierczenie jajecznicy. Również w powieści Zbigniewa Nienackiego o Panu Samochodziku pt. Niesamowity dwór magistra Bigosa zapachem jajecznicy koleżanka Wierzchoń budziła.
- Podróż za jeden uśmiech Adama Bahdaja – tu jajecznica spełnia kilka funkcji: jest wyznacznikiem dobrej kondycji fizycznej i psychicznej Dudusia Fąferskiego („Czuje się teraz dużo lepiej i ma wilczy apetyt. Na śniadanie zjadł jajecznicę z trzech jaj, a do tego pół bochenka chłeba. Mam nadzieję, że z niego coś wyrośnie”), oraz pełni wobec Dudusia rolę wychowawczą jako jajecznica z proszku jajecznego przyrządzana przez ciocię Kabałę poznaną podczas podróży autostopem. Rzekomo (według zeznań Poldka na komisariacie MO) jajecznicę z dziesięciu jaj i pół kilograma boczku dla swojego chłopaka, sportowca Franka Szajby, robiła też ciocia Anka, żeby „nie zasłabł na treningu”.
- Bohaterowie przeznaczonej dla młodzieży powieści Długi deszczowy tydzień Jerzego Broszkiewicza przygotowują sobie na śniadanie jajecznicę według interesującej receptury.
- W powieściach i opowiadaniach Agathy Christie jajecznica wymieniana jest w ośmiu[20], a w każdej z nich tylko raz, przy czym cztery razy stanowi ona składnik śniadania, co zapewne świadczy o angielskim przywiązaniu do tej potrawy podczas pierwszego posiłku. Zwykle towarzyszy jej kawa, a jeżeli pisarka nadmienia o szczegółach jajecznicy, to jest ona przyrządzana z bekonem (Wielka czwórka) albo bekonem i cynadrami (Zbrodnia na festynie).

## Jajecznica w historii
- XVII wiek. Pewien mieszkaniec Paryża zaproponował Jakubowi Sobieskiemu (ojcu późniejszego króla Jana III Sobieskiego) makabryczną jajecznicę – z kawałkami ciała zabójcy Henryka IV, króla Francji. Miało to miejsce podczas młodzieńczych podróży Sobieskiego po Europie, po tym jak był on świadkiem publicznych tortur i stracenia zamachowca François Ravaillaca, rozerwanego końmi i rozsiekanego 27 maja 1610 r. Publiczność miała wówczas pozbierać kawałki ciała i zawinąwszy w chustki, zabrać do domów. Sobieski, jak sam relacjonował, odmówił takiego posiłku – „Ażeśmy mu w oczy obadwa plunąwszy szliśmy od niego”[21].
- XIX wiek. Biografowie Włodzimierza Lenina odnotowują, że choć on sam był smakoszem, to jego małżonka Nadieżda Krupska była całkowitym antytalentem kulinarnym. Po wielu latach spędzonych na emigracji żona wodza rewolucji przyswoiła sobie z trudem kulinarny elementarz: kotlety oraz – jajecznicę, a tę ponoć na 12 sposobów: z cebulą, z pomidorami, z chlebem itp.[22]

## Rekordowe jajecznice
Podczas różnych publicznych imprez w Polsce, zwłaszcza w okresie Wielkanocy i majówek, urządzane są w Polsce smażenia jajecznicy z bardzo dużej liczby jaj i próby bicia rekordów:
- w latach 1999–2003 wielką jajecznicę z kilku tysięcy jaj smażono podczas Dni Lądka Zdroju organizowanych przez Urząd Miasta i Gminy; patelnia miała średnicę 3,12 metra, a jaja mieszał na patelni sam burmistrz[23]
- podczas „Kaziuków” 4 września 2004 r. w Gdańsku przygotowano dla publiczności jajecznicę z 1000 jaj[24]
- w lany poniedziałek 2007 r. w Zielonej Górze na placu Pocztowym przygotowano jajecznicę z cebulą i szczypiorkiem z 2007 sztuk jaj; gospodarzami takiego świątecznego śniadania była miejscowa restauracja „Ermitaż” i Radio Zielona Góra[25]
- w październiku 2008 r. w Żaganiu na „Jarmarku Michała” usmażono jajecznicę z 4000 jaj na patelni o średnicy dwóch metrów[26]
- 28 lipca 2013 r. w Gołdapi usmażono jajecznicę z 5000 jaj[27]
- z okazji Zielonych świątek 20 maja 2018 r. w Żywcu usmażono jajecznicę z 15000 jaj[28]